# Seroprevalência
Seroprevalência ou Soroprevalência é um termo utilizado na Medicina a proporção de casos que testam positivo para determinado patógeno em determinada população, com base em exames serológicos.